# Rute nad Šmartinom
Rute nad Šmartinom (nemško Berg ob St. Martin) je naselje v Občini Velikovec v Okraju Velikovec na Koroškem v Avstriji.